# Benthodesmus tuckeri
Benthodesmus tuckeri és una espècie de peix pertanyent a la família dels triquiúrids.

## Descripció
- Pot arribar a fer 77 cm de llargària màxima.
- Cos platejat, molt allargat i comprimit.
- 39-44 espines i 88-96 radis tous a l'aleta dorsal i 2 espines i 76-83 radis tous a l'anal.
- 133-142 vèrtebres.
- Aletes pèlviques diminutes i compostes per una espina i un radi tou rudimentari.
- Mandíbules i opercle negrosos.
- L'interior de la boca i de les cavitats branquials és de color negre.[5][6]

## Hàbitat
És un peix marí i bentopelàgic que viu entre 500 i 790 m de fondària (17°N-40°S, 29°E-157°E). Els joves són mesopelàgics a 500 m de profunditat.

## Distribució geogràfica
Es troba al Pacífic occidental (les illes Filipines, el Vietnam, les illes Moluques i el sud-est d'Austràlia) i l'Índic (el canal de Moçambic, Socotra, el sud de Java i davant les costes de KwaZulu-Natal -Sud-àfrica-).

## Observacions
És inofensiu per als humans.